# Campeonato Europeo Sub-17 de la UEFA 2005
El Campeonato Europeo Sub-17 de la UEFA 2005 se jugó en Italia del 3 al 14 de mayo y contó con la participación de ocho selecciones infantiles de Europa provenientes de una fase eliminatoria.
Turquía venció en la final a Países Bajos para ganar su segundo título de la categoría.

## Fase de grupos

### Grupo A
| País        | J | G | E | P | GF | GC | GD | Pts |
| ----------- | - | - | - | - | -- | -- | -- | --- |
| Italia      | 3 | 2 | 0 | 1 | 2  | 1  | +1 | 6   |
| Turquía     | 3 | 2 | 0 | 1 | 8  | 4  | +4 | 6   |
| Inglaterra  | 3 | 1 | 0 | 2 | 6  | 4  | +2 | 3   |
| Bielorrusia | 3 | 1 | 0 | 2 | 2  | 9  | -7 | 3   |

| 3 de mayo de 2005 | Bielorrusia | 0 – 4   | Inglaterra                                       | Santa Croce sull'Arno,    |                           |
|                   |             | Reporte | 19' Weston · 44' 55' Ephraim · 69' (pen.) Garner | Árbitro(s): Jouni Hietala | Árbitro(s): Jouni Hietala |

| 3 de mayo de 2005 | Italia       | 1 – 0   | Turquía | Ettore Manucci, Pontedera  |                            |
|                   | Russotto 50' | Reporte |         | Árbitro(s): Cristian Balaj | Árbitro(s): Cristian Balaj |

| 5 de mayo de 2005 | Italia | 0 – 1   | Bielorrusia | Osvaldo Martini, Castelfranco di Sotto |                          |
|                   |        | Reporte | 57' Kisly   | Árbitro(s): Pavel Olsiak               | Árbitro(s): Pavel Olsiak |

| 5 de mayo de 2005 | Turquía                 | 3 – 2   | Inglaterra     | Ettore Manucci, Pontedera  |                            |
|                   | Köse 21' 32' · Nuri 71' | Reporte | 41' 60' Garner | Árbitro(s): Pavel Kralovec | Árbitro(s): Pavel Kralovec |

| 8 de mayo de 2005 | Inglaterra | 0 – 1   | Italia              | Simone Redini, Cascina                  |                                         |
|                   |            | Reporte | 35' (pen.) Russotto | Árbitro(s): Bernardino González Vázquez | Árbitro(s): Bernardino González Vázquez |

| 8 de mayo de 2005 | Turquía                                        | 5 – 1   | Bielorrusia | Osvaldo Martini, Castelfranco di Sotto |                               |
|                   | Köse 38' (pen.) 44' 66' · Deniz Yılmaz 67' 69' | Reporte | 50' Sivakov | Árbitro(s): Svein Oddvar Moen          | Árbitro(s): Svein Oddvar Moen |

### Grupo B
| País         | J | G | E | P | GF | GC | GD | Pts |
| ------------ | - | - | - | - | -- | -- | -- | --- |
| Croacia      | 3 | 2 | 1 | 0 | 11 | 6  | +5 | 7   |
| Países Bajos | 3 | 1 | 2 | 0 | 4  | 3  | +1 | 5   |
| Suiza        | 3 | 1 | 1 | 1 | 5  | 5  | 0  | 4   |
| Israel       | 3 | 0 | 0 | 3 | 3  | 9  | -6 | 0   |

| 3 de mayo de 2005 | Israel | 0 – 3   | Suiza                                | Simone Redini, Cascina     |                            |
|                   |        | Reporte | 13' Halimi · 42' Gashi · 48' Rakitić | Árbitro(s): Pavel Kralovec | Árbitro(s): Pavel Kralovec |

| 3 de mayo de 2005 | Croacia                         | 2 – 2   | Países Bajos                     | San Giuliano Terme,                     |                                         |
|                   | Kalinić 29' · Bačelić-Grgić 67' | Reporte | 81' Vorthoren · 84' Van der Laan | Árbitro(s): Bernardino González Vázquez | Árbitro(s): Bernardino González Vázquez |

| 5 de mayo de 2005 | Suiza | 0 – 0   | Países Bajos | San Giuliano Terme,           |                               |
|                   |       | Reporte |              | Árbitro(s): Svein Oddvar Moen | Árbitro(s): Svein Oddvar Moen |

| 5 de mayo de 2005 | Israel                      | 2 – 4   | Croacia                                          | Santa Maria a Monte,      |                           |
|                   | Kayal 40' · Bar Buzaglo 47' | Reporte | 42' 69' Vidović · 67' (a.g.) Tobi · 79' G. Radoš | Árbitro(s): Jouni Hietala | Árbitro(s): Jouni Hietala |

| 8 de mayo de 2005 | Países Bajos               | 2 – 1   | Israel     | Santa Maria a Monte,     |                          |
|                   | Sarpong 37' · Biseswar 65' | Reporte | 7' Snappir | Árbitro(s): Pavel Olsiak | Árbitro(s): Pavel Olsiak |

| 8 de mayo de 2005 | Suiza                          | 2 – 5   | Croacia                                                                    | Santa Croce sull'Arno,     |                            |
|                   | Halimi 28' · Lovren 60' (a.g.) | Reporte | 50' 77' (pen.) Kalinić · 53' Mehmedagić · 68' Vidović · 79' (a.g.) Staubli | Árbitro(s): Cristian Balaj | Árbitro(s): Cristian Balaj |

## Fase final

### Semifinales
| 11 de mayo de 2005 | Italia | 0 – 1   | Países Bajos | Ettore Manucci, Pontedera  |                            |
|                    |        | Reporte | 89' Zaalman  | Árbitro(s): Cristian Balaj | Árbitro(s): Cristian Balaj |

| 11 de mayo de 2005 | Croacia      | 1 – 3   | Turquía                            | Simone Redini, Cascina   |                          |
|                    | G. Radoš 69' | Reporte | 26' 61' Özgürcan Özcan · 73'Duruer | Árbitro(s): Pavel Olsiak | Árbitro(s): Pavel Olsiak |

### Tercer lugar
| 14 de mayo de 2005 | Italia                             | 2 – 1 (t. s.) | Croacia     | Santa Croce sull'Arno,     |                            |
|                    | De Silvestri 59' · Di Gennaro 102' | Reporte       | 60' Kalinić | Árbitro(s): Pavel Kralovec | Árbitro(s): Pavel Kralovec |

### Final
| 14 de mayo de 2005 | Países Bajos | 0 – 2   | Turquía                     | Ettore Manucci, Pontedera               |                                         |
|                    |              | Reporte | 46' Deniz Yılmaz · 51' Köse | Árbitro(s): Bernardino González Vázquez | Árbitro(s): Bernardino González Vázquez |

## Campeón
| Eurocopa Sub-17 2005 |
| -------------------- |
| Bandera de Turquía   |
| Turquía 2º Título    |

## Clasificados al Mundial Sub-17
| - Turquía | - Países Bajos | - Italia |